# Cova del Mançano
La cova del Mançano, cova del barranc del Mançano o Abric del Tio Mançano, és un abric de grans dimensions i de planta irregular, obert en una paret rocosa de 20 metres d'alçada, i situat a la partida de Masserof, al terme municipal de Xaló. Aquest abric és conegut pel seu jaciment de pintures rupestres.

## Importància artística

### Classificació de les pintures
Totes les pintures rupestres que conté l'abric pertanyen a l'art llevantí (7.200 anys abans del present), tret de dues figures humanes que són pròpies del tipus esquemàtic. L'art llevantí dona preferència a la representació d'escenes naturalistes amb un contingut més narratiu, mentre que l'art esquemàtic tendeix a una major simplicitat pictòrica.

### Escena de cacera
Cal destacar en aquest conjunt pictòric una escena de cacera, en què les figures humanes porten arcs i fletxes i algunes estan representades en posició d'anar a tirar. Dos animals presenten una fletxa clavada al llom i al pit respectivament. Aquesta escena evoca una societat en què la cacera era encara l'activitat fonamental per a procurar-se l'aliment i el vestit.

### Tècnica del llistat
L'artista prehistòric va fer servir la tècnica dels traços interiors a manera de llistat, que no és massa abundant en la resta de jaciments de la comarca. El color utilitzat fou el roig, obtingut de terres amb una elevada proporció d'òxid de ferro.

## Perspectives de futur
L'estat de conservació d'aquestes pintures és a hores d'ara molt deficient, i necessita una actuació urgent per part de l'administració local o autonòmica o d'ambdues conjuntament, semblant a la que s'ha realitzat amb les pintures del Pla de Petracos.